# Alice Schille

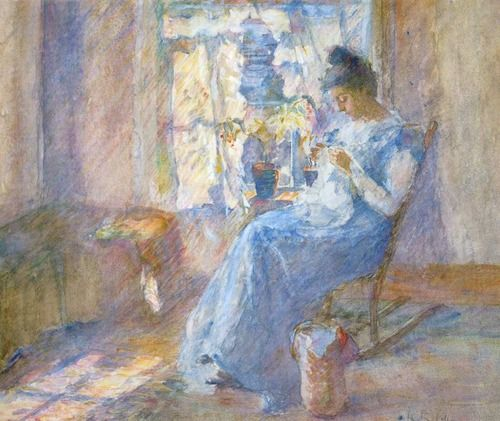
Woman Sewing rond 1900-1902

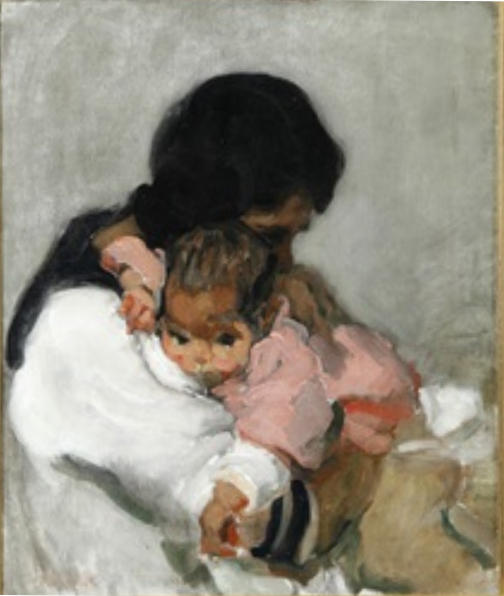
Porto Rican Mother and Child 1916

Alice Schille (Colombus, Ohio, 21 augustus 1869 - aldaar, 6 november 1955) was een Amerikaanse aquarelliste en schilderes. Ze was bekend om haar impressionistische en postimpressionistische schilderijen die meestal taferelen uitbeeldden van markten, vrouwen, kinderen en landschappen. Haar talent om het karakter van haar onderwerpen en landschappen te kunnen vangen leidde er vaak toe dat zij de hoofdprijs won in kunstwedstrijden. Ze stond ook bekend om haar veelzijdige schilderstijlen. Haar invloeden waren onder andere: de Hollandse Oude Meesters, James McNeill Whistler, de Fauvisten, en het Mexicaanse muralisme.

## Achtergrond
Schille werd geboren in een welstellende familie als dochter van Peter Schille en Sophia Green. Haar schilderstechnieken ontwikkelde ze door diverse continenten te bezoeken: Noord- en Zuid-Amerika, Europa en Afrika. De reizen door verschillende landen inspireerden haar om een complexe en veelzijdige kunststijl te ontwikkelen. Schille verloor haar vader toen ze zeventien jaar was; haar moeder werd 101 jaar oud.

## Carrière
Alice Schille bezocht de Columbus Art School vanaf 1891 en studeerde af als beste van haar klas. Met een beurs vervolgde ze haar opleiding aan de Art Students League of New York bij de Amerikaanse schilder William Merritt Chase. Daar leerde ze van de Amerikaanse kunstenaar Kenyon Cox figuurtekenen. Ze reisde naar Europa en verbleef onder andere in Duitsland, Italië, Spanje, Frankrijk, Nederland, Rusland, Noorwegen, Turkije, Griekenland en België. In 1903 volgde ze les aan de Académie Colarossi te Parijs, later bezocht ze nog vaak het buitenland, waaronder de Verenigde Staten, Marokko en Egypte. Tussen de jaren 1920 en 1940 maakte ze schilderijen in Mexico, Guatemala, Noord-Afrika en de Verenigde Staten. Schille bezocht Santa Fe, New Mexico voor het eerst in de zomer van 1919. Ze bleef de plaats sporadisch bezoeken. In de zomer reisde ze soms in het gezelschap van Martha Walter, eveneens een kunstschilder. Schille gaf ook jarenlang les aan de Columbus Art School waar ze in 1948 met pensioen ging.

## Erkenning
Naast verschillende andere prijzen won Schille in 1915 de gouden medaille op de jaarlijkse aquareltentoonstelling van de Pennsylvania Academy of the Fine Arts. Datzelfde jaar stelde ze in New York schilderijen tentoon naast werken van Helen Watson Phelps, Adelaide Deming en Emma Lampert Cooper.

## Werk
In 1920 organiseerde ze een eenvrouwstentoonstelling van vijftien aquarellen in het New Mexico Museum of Art. Later dat jaar exposeerde ze op de jaarlijkse Fiesta show van datzelfde museum. De werken van Alice Schille zijn te vinden in de permanente kunstcollecties van het Canton Museum of Art, het Columbus Museum of Art, het El Paso Museum of Art, het Indianapolis Museum of Art, de Ohio State University, de Pennsylvania Academy of Fine Arts, de Art Club of Philadelphia en de Fine Arts Museums of San Francisco.
Alice Schille overleed op 6 november 1955, op 86-jarige leeftijd. Ze ligt begraven op het Green Lawn Cemetery, in Columbus, Ohio.